# Sibford Gower
Sibford Gower – wieś w Anglii, w hrabstwie Oxfordshire, w dystrykcie Cherwell. Leży 36 km na północny zachód od Oksfordu i 110 km na północny zachód od Londynu. W 2001 miejscowość liczyła 498 mieszkańców.